# Serra de Santo António
Serra de Santo António é uma povoação portuguesa sede da Freguesia de Serra de Santo António do Município de Alcanena, freguesia com 14,62 km² de área e 633 habitantes (censo de 2021), tendo, por isso, uma densidade populacional de 43,3 hab./km².
A freguesia foi criada pelo decreto nº 4149, de 26/04/1918, com lugares da Freguesia de Minde.

## Demografia
A população registada nos censos foi:
| Distribuição da População por Grupos Etários | Distribuição da População por Grupos Etários | Distribuição da População por Grupos Etários | Distribuição da População por Grupos Etários | Distribuição da População por Grupos Etários |
| -------------------------------------------- | -------------------------------------------- | -------------------------------------------- | -------------------------------------------- | -------------------------------------------- |
| Ano                                          | 0-14 Anos                                    | 15-24 Anos                                   | 25-64 Anos                                   | > 65 Anos                                    |
| 2001                                         | 97                                           | 89                                           | 333                                          | 207                                          |
| 2011                                         | 91                                           | 59                                           | 360                                          | 215                                          |
| 2021                                         | 78                                           | 58                                           | 314                                          | 183                                          |

## Coletividades
- Grupo Recreativo "Os Unidos da Serra"
- Cov'Altas - Associação Cultural e Ambiental
- Centro de Bem Estar Social de Serra de Santo António (IPSS)
- "Riders on the Storm" (grupo informal que desenvolve acividades associadas ao uso da bicicleta)

## Pontos de interesse
- Paisagem natural (destaque para o Miradouro e Estrada para as Grutas)
- Património construído em pedra seca
- Percursos pedestres e de BTT sinalizados
- Gastronomia
- Grutas de Alvados e de Santo António na vizinhança, em Alvados
- Parapente
- As gentes e falas

## Indústrias locais
- Têxtil (fabricação de vestuário em malha)
- Trabalhos em pedra
- Lacticínios
- Lagar de azeite
- Panificação
- Produção de mel